# شركة مطارات جدة
شركة مطارات جدة شركة حكومية سعودية تابعة لشركة مطارات القابضة، أنشئت ضمن برنامج نقل الأصول والتحول المؤسسي لمطارات المملكة، لتتولى مسؤولية إدارة وتشغيل مطار الملك عبد العزيز الدولي بجدة، وأعلنت الهيئة العامة للطيران المدني عن إطلاقها في فبراير 2022.